# Martin-chasseur de Smyrne
Halcyon smyrnensis
Espèce
Statut de conservation UICN

 LC  : Préoccupation mineure
Le Martin-chasseur de Smyrne ou Martin-chasseur à gorge blanche ou Alcyon à tête marron (Halcyon smyrnensis) est une espèce d'oiseaux appartenant à la famille des Alcedinidae. 
Le second nom français devrait être préféré au premier, puisque le nom à qualificatif géographique est trop restrictif pour cet oiseau largement distribué alors que le second fait référence à sa poitrine blanche.

## Répartition
C'est un martin-pêcheur arboricole qui est largement présent en Eurasie depuis la Bulgarie et la Turquie, à l'est, jusqu'à l'Asie du Sud et les Philippines. 

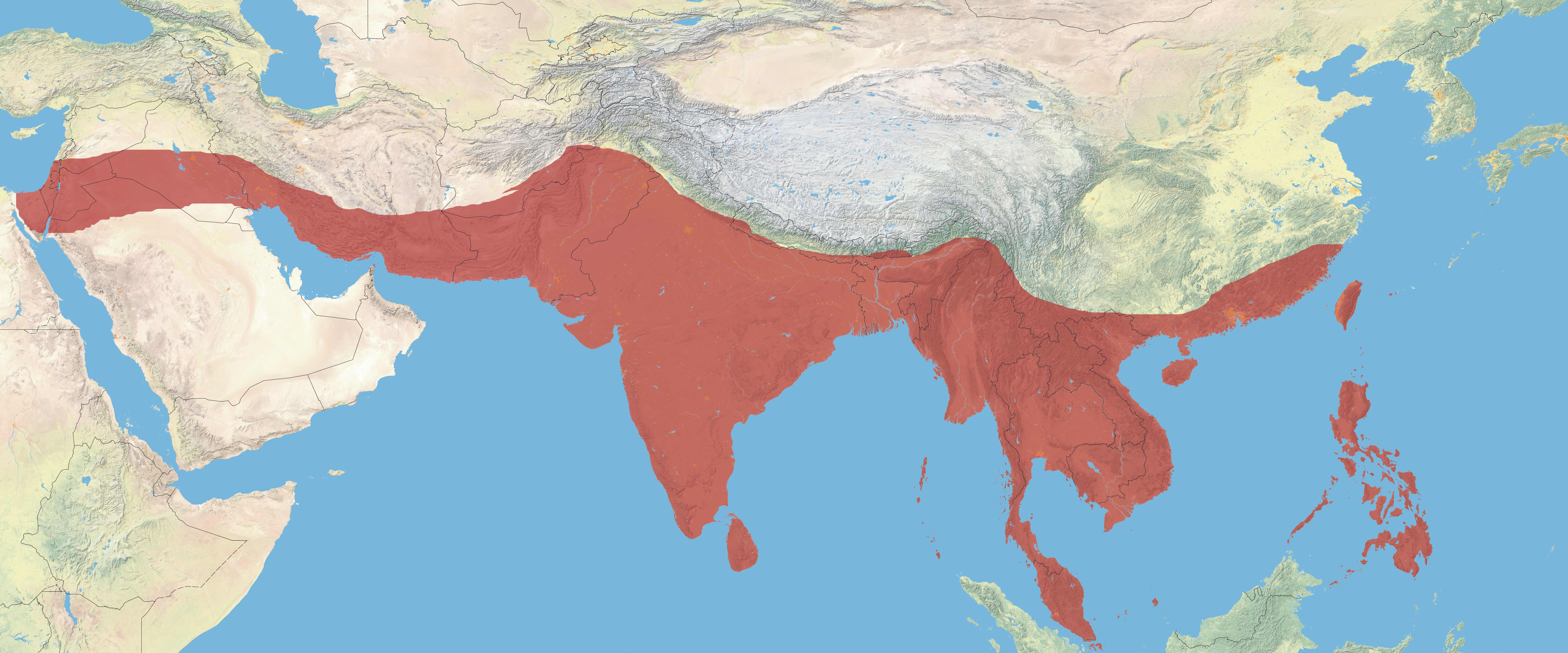
Aire de répartition du martin-chasseur de Smyrne

## Habitat
Ses zones d'habitation sont diverses.
Il se trouve plutôt dans des forêts denses mais il se rencontre aussi au bord des fossés et de rivières, dans les rizières, la jungle clairsemée, les jardins des villes, les bassins de pisciculture et sur les plages. 
En plaine il est commun mais on peut le voir jusqu'à 1500 m d'altitude.
C'est un oiseau sédentaire, pouvant seulement se déplacer sur de courtes distances.

## Description
C'est un grand martin-pêcheur, de 28 cm de longueur pour 43 cm d'envergure et il pèse de 85 à 88 g.
L'adulte a un dos, les ailes et la queue bleu-vif. La tête, les épaules, les flancs et le bas-ventre sont couleur châtaigne, la gorge et la poitrine sont blanches. Le grand bec et les pattes sont rouge vif. 
Son vol est rapide et direct, les ailes courtes arrondies bruissonnantes. En vol, de grandes taches blanches sont visibles sur le bleu et le noir des ailes. Les deux sexes sont similaires, mais les jeunes sont plus ternes que les adultes.
Il vit en solitaire.
Cette espèce constitue une superespèce avec Halcyon cyanoventris et la plupart des grands spécialistes en reconnaissent quatre sous-espèces géographiques.
- H. s. smyrnensis (Linnaeus, 1758) se trouve en Turquie, Égypte, Irak, Pakistan, Afghanistan et nord-ouest de l'Inde
- H. s. fusca (Boddaert, 1783) se trouve en Inde, au Sri Lanka, en Chine du sud, Taïwan, Sumatra et Java occidental. Les populations de Birmanie et des grandes îles de la Sonde ont été classées sous le nom de H. s. perpulchra mais sont maintenant regroupées avec H. s. fusca. Les populations du sud de la Chine et de Taïwan ont été également désignées comme la sous-espèce H. s. fokiensis
- H. s. saturatior Hume, 1874 se trouve sur les îles Andaman
- H. s. gularis (Kuhl, 1820) se trouve aux Philippines.

H. s. gularis a seulement le cou et la gorge blanche. H. s. fusca est légèrement plus petit, plus bleu et avec un ventre plus brun foncé que la sous-espèce de référence vivant dans le nord-ouest de l'Inde. H. s. saturatior est plus grand avec un ventre plus sombre. Des cas d'albinisme ont été constatés à l'occasion.

## Nutrition
Le martin-chasseur de Smyrne est carnivore.
Il est relativement peu dépendant de l'eau car il mange, certes, des poissons mais aussi de nombreuses grenouilles, des lézards, des oisillons, des rongeurs, des crabes, des insectes (sauterelles, libellules...), des scorpions et des mille-pattes. En fait, il mange peu de poissons.

## Reproduction

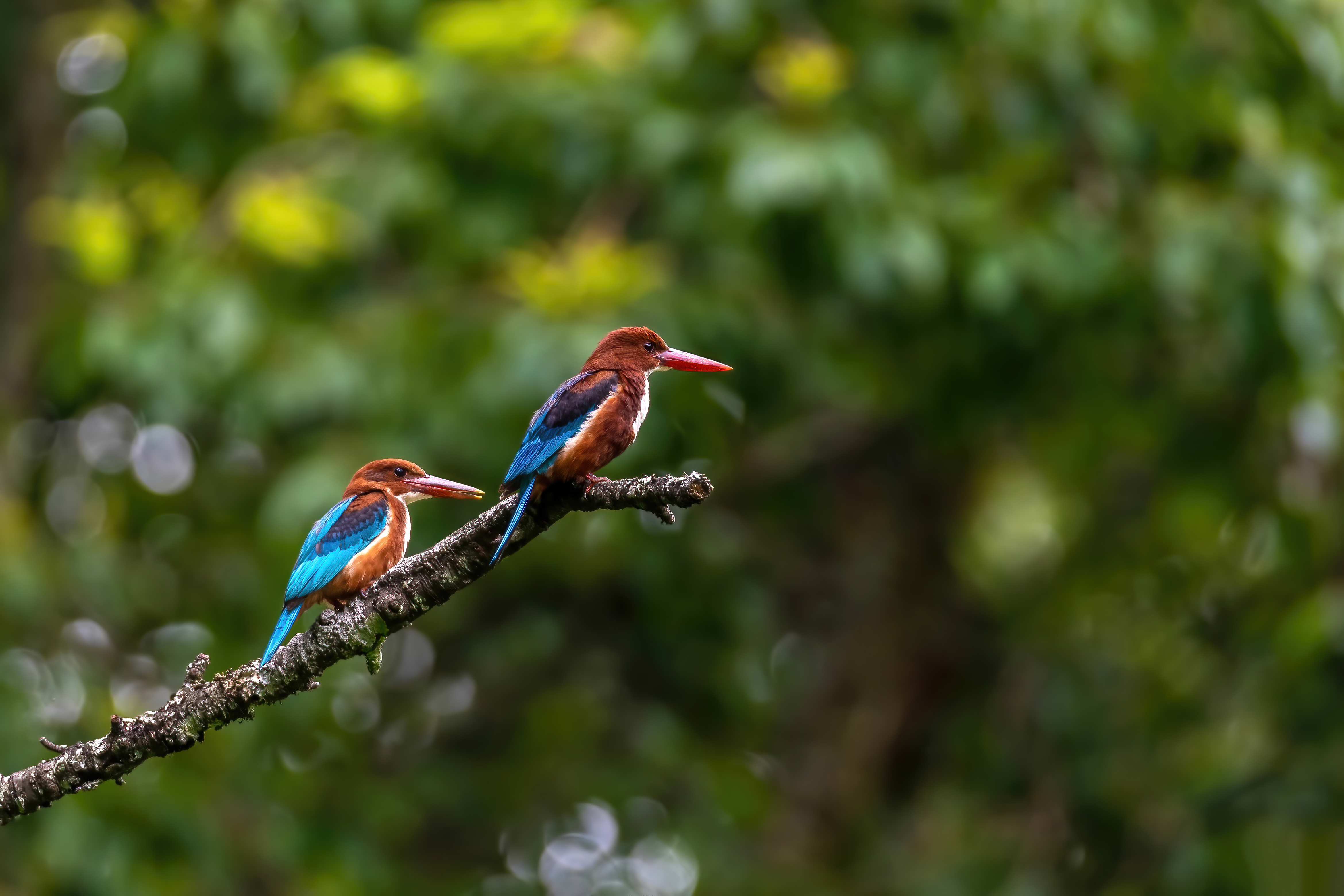
Couple de Halcyon smyrnensis

La saison des amours se déroule au début de la mousson en Asie. 
Le martin-chasseur de Smyrne creuse une galerie dans le remblai d'une route, la berge abrupte d'un cours d'eau ou d'un fossé. La chambre de ponte contient de 4 à 7 œufs et ne possède aucun revêtement au début mais très vite elle est tapissée de débris de proies quand les jeunes sont éclos. C'est surtout la femelle qui couve les œufs pendant les 25 jours d'incubation. Les oisillons sont nourris par les deux parents essentiellement d'insectes.

## Cri
Le cri de ce martin-pêcheur est un petit rire Chake-ake-ake-ake-ake. Ce sont des oiseaux particulièrement bruyants dans la saison de reproduction.

## Noms locaux
Les noms locaux comprennent :
- Baluchistan : Aspi chidok ;
- Sindhi : Dalel ;
- Hindi : Kilkila, Kourilla ;
- Himachal Pradesh : Neela machhrala ;
- Punjabi : Wadda machhera ;
- Bengali : Sandabuk machhranga ;
- Assamese : Masroka ;
- Cachar : Dao natu gophu ;
- Gujarati : Kalkaliyo, Safedchati kalkaliyo ;
- Marathi : Khandya ;
- Tamoul : Vichuli ;
- Telugu : Lakmuka, Buchegadu ;
- Malayalam : Ponman ;
- Kannada : Rajamatsi ;
- Cinghalais : Pilihuduwa ;
- Thaïlandais : นกกะเต็นอกขาว (nok kraten ok khaw)

## Habitat et distribution
C'est une espèce commune dans une grande variété d'habitats, le plus souvent dans les plaines dégagées (mais on l'a vu à 1 500 m dans l'Himalaya) perchée sur des arbres, des fils ou autres types de perchoirs. C'est une espèce en expansion.

## Mode de vie
Ils se tiennent en évidence sur des fils ou autres perchoirs et sont facilement visibles en Asie du Sud. Cette espèce chasse principalement des crustacés de grande taille, des insectes, des vers de terre, des rongeurs, des serpents, des poissons et des grenouilles. On a rapporté qu'il chassait de petits oiseaux tels que le Zostérops oriental. Les jeunes sont nourris principalement d'invertébrés. Ils ont aussi la réputation de manger des oiseaux migrateurs fatigués comme les poillots lorsque l'occasion se présente.

## État de la population
Ce martin-pêcheur est très répandu et ses populations ne sont pas menacées. Une densité de 4,58 habitants au kilomètre carré, a été constatée dans la mangrove des Sundarbans. Ils ont peu de prédateurs et de rares cas de prédation sont connus comme le milan noir. Ils ont quelques parasites.

## Reproduction
La période de reproduction commence au début de la mousson. Dans sa parade nuptiale, il déploie les ailes et dresse son bec pour montrer sa gorge blanche. Le nid est une galerie de 50 cm de long en moyenne creusée dans un talus de terre. On a vu aussi des galeries creusées dans une botte de foin. Une seule couvaison annuelle de 4 à 7 œufs blancs est un exemple typique. Les deux parents s'occupent des petits.

## Galerie

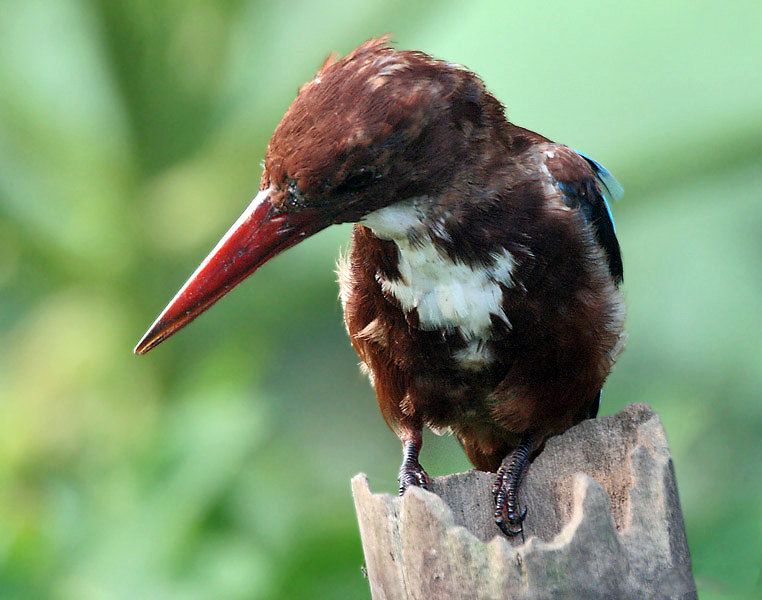
Juvénile
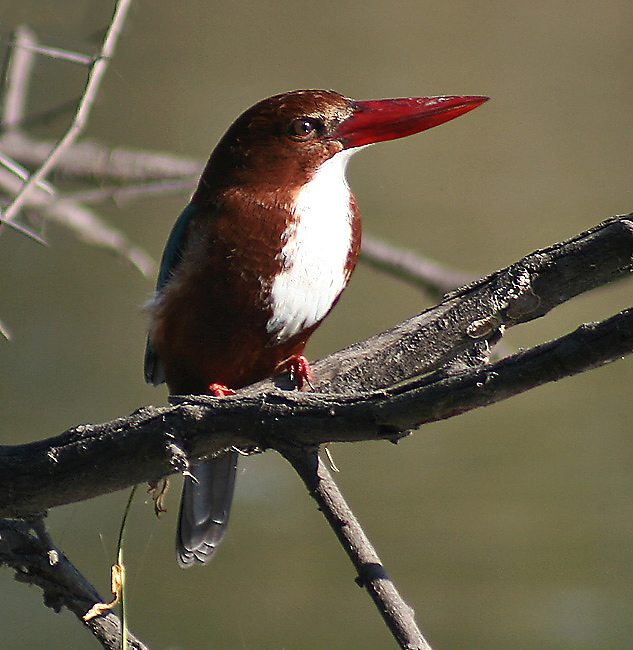
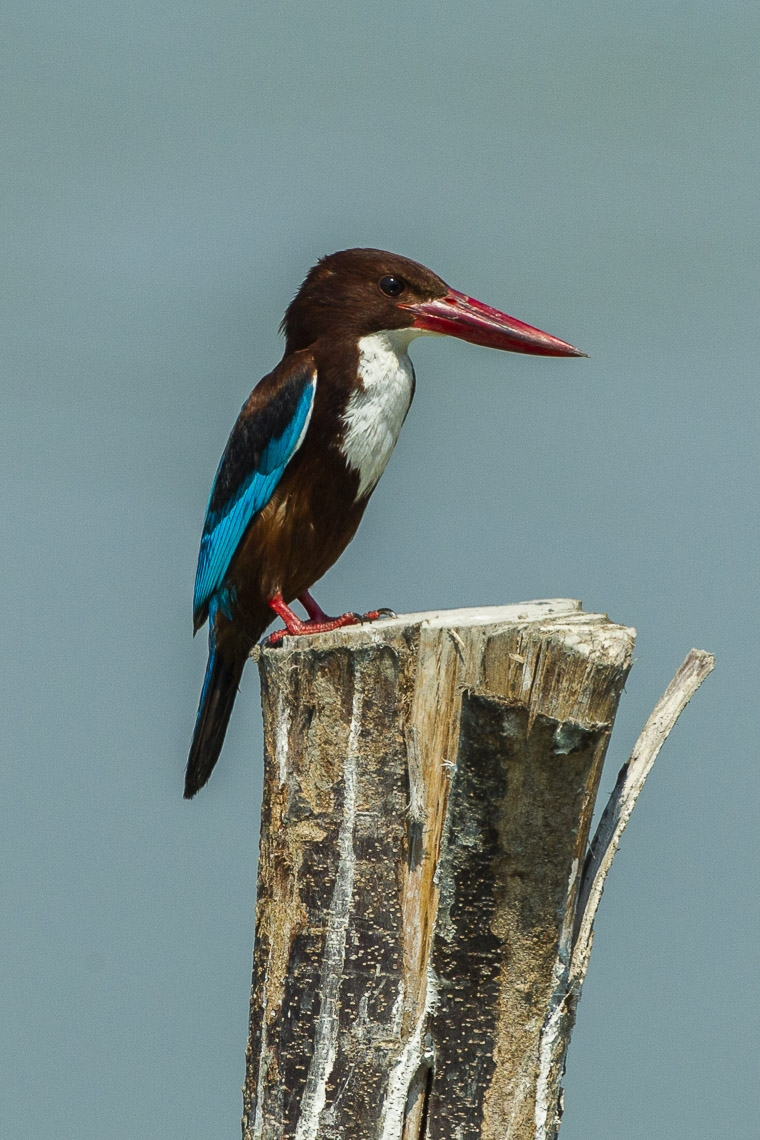
Parc national de Kaeng Krachan, Thaïlande
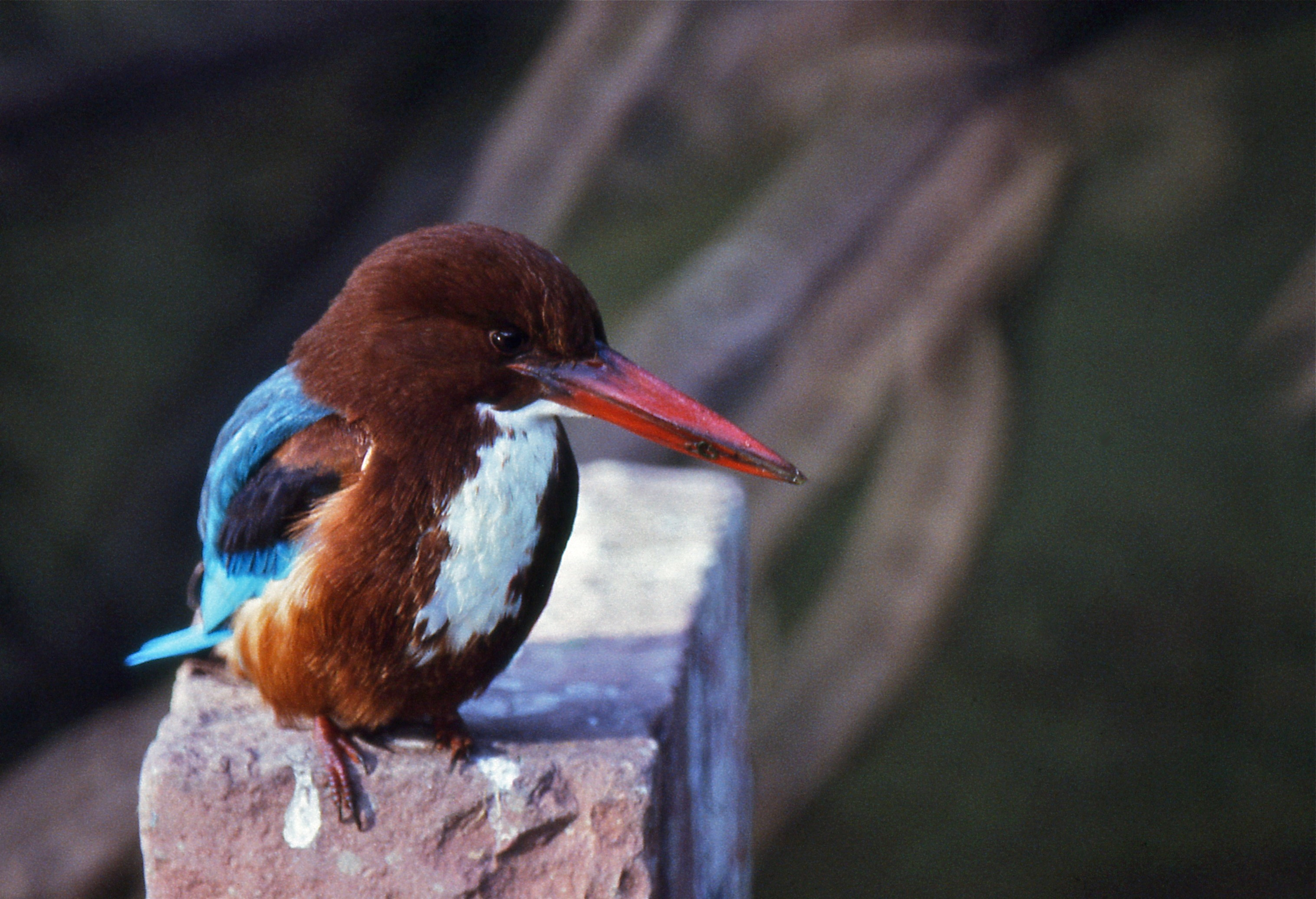
Parc national de Keoladeo, Inde
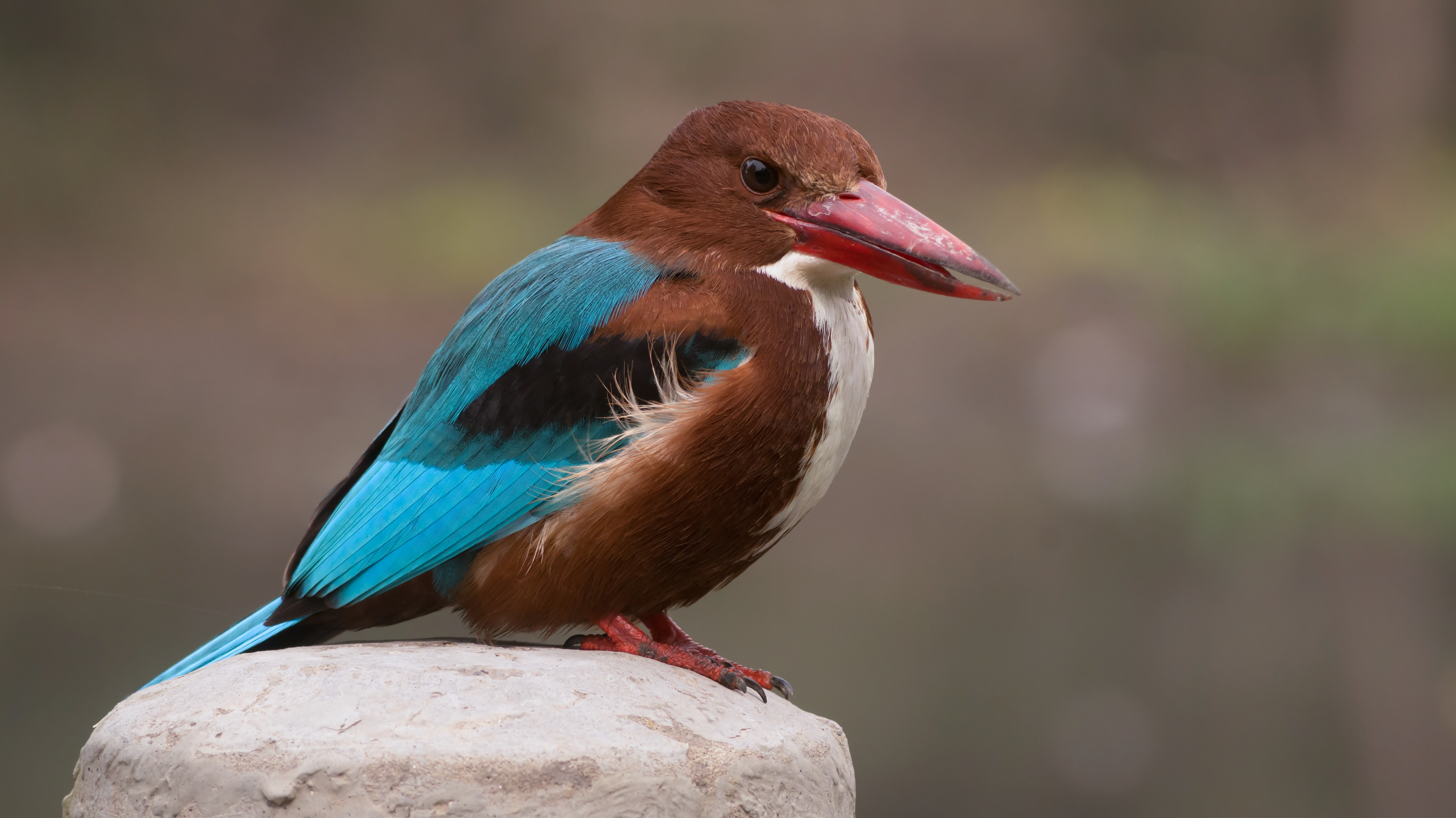
Une martin-chasseur à Jargari, district de Ludhiana.